# Neoperla coralliata
Neoperla coralliata är en bäcksländeart som beskrevs av Tohru Uchida 1990. Neoperla coralliata ingår i släktet Neoperla och familjen jättebäcksländor. Inga underarter finns listade i Catalogue of Life.